# Rocco Scotellaro
Pour les articles homonymes, voir Rocco.

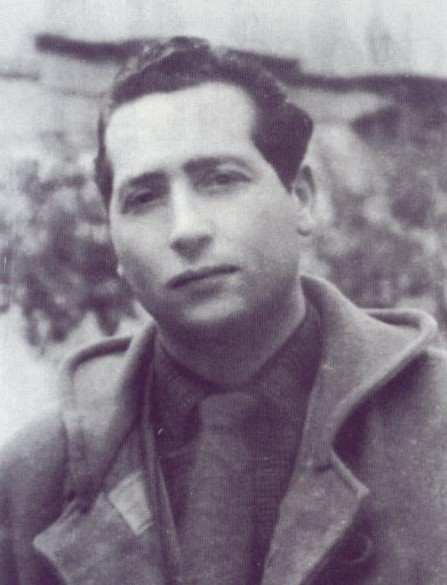
Rocco Scotellaro

Rocco Scotellaro (Tricarico, 19 avril 1923 – Portici, 15 décembre 1953) est un écrivain, romancier, poète et homme politique italien.

## Biographie
Rocco Scotellaro fut membre du Parti socialiste italien. Comme écrivain il fut surtout connu pour sa description du Mezzogiorno, en particulier de sa région natale, la Basilicate . Son œuvre littéraire fut influencée par Carlo Levi et Manlio Rossi Doria et influença Luchino Visconti, - qui nomma le film « Rocco et ses frères (Rocco e i suoi fratelli) » d’après Rocco Scotellaro.

« En plus encore que Carlo Levi, il rejoint les écrivains Danilo Dolci et Rocco Scotellaro. Le premier a publié des enquêtes sur le banditisme et le sous-développement dans le Sud, mais c’est par hommage au second, mort en 1953, à l’âge de trente ans, dans un pauvre village de Lucanie, que Visconti intitulera son film Rocco et ses frères »

— Laurence Schifano : Visconti, une vie exposée, - édition augmentée, p. 436, Paris (Folio-Gallimard) 2009,  (ISBN 978-2-07-034808-4)

## Publications
- È fatto giorno, Mondadori, Milano 1954, 1982;
- Contadini del Sud, Laterza, Bari 1954;
- L'uva puttanella, Laterza, Bari 1955;
- Uno si distrae al bivio, Basilicata, Roma-Matera 1974;
- Margherite e rosolacci, Mondadori, Milano 1978;
- Giovani soli, Basilicata, Matera 1984;
- Tutte le poesie 1940-1953, Mondadori, Milano 2004.